# 龚子荣
龚子荣（1914年5月—1995年9月21日），原名龚允济，福建福州人，中国共产党及中华人民共和国官员，第四、第六、第七届全国政协常委。

## 生平
九·一八事变后，龚子荣投身爱国学生运动，1933年秋参加中国共产党的外围组织“社会科学联盟”，1934年春加入中国共产主义青年团。1934年4月30日，龚子荣在张贴纪念“五·一”国际劳动节标语时，被国民党政府逮捕。在关押期间，龚子荣经受住了严刑拷打。1936年7月，由共青团员转为中国共产党党员。后任中共太原市委委员。1938年9月起，历任中共洪赵特委书记、晋西南区党委民运部长，中共晋西南工委书记。1942年秋，调任中共晋西北区党委副书记。1943年9月后，任中共中央晋绥分局委员、组织部副部长、秘书长、晋绥党校教育长等职。1949年初，调中共中央组织部工作。
中华人民共和国成立后，1953年任中共中央组织部副部长。1953年至1965年，历任中央人民政府机关党委副书记、中央国家机关党委书记、国务院副秘书长、中共中央办公厅副主任等职。文化大革命期间遭受严重迫害达12年，文革结束后1978年8月平反。1979年至1982年，任中共广东省委书记兼组织部部长，任内贯彻中共十一届三中全会以来的路线、方针、政策，在拨乱反正、平反冤假错案、落实干部政策方面做了大量工作。1982年调回北京。他是第四、六、七届全国政协常委，中共十二大代表。
龚子荣从领导岗位退下来后，致力于调查并撰写晋绥土改整党、晋西南革命根据地创建史等资料。自1982年起，他抱病多次赴山西、陕西、四川等地召开老干部座谈会，开展个人专访，搜集材料，在视力极微弱的情况下写作。1990年双目完全失明后，坚持口述，由夫人桑一伟整理撰写，完成了《口述历史片断》、《晋绥土改整党》、《创建晋西南革命根据地和晋西南区党委工作总结》等资料，共约30多万字。
在完成关于晋西南革命史料后的第11天，龚子荣因过度劳累而突患脑溢血住院。1995年9月21日，龚子荣在北京病逝，享年81岁。